# 빌헬름 게제니우스

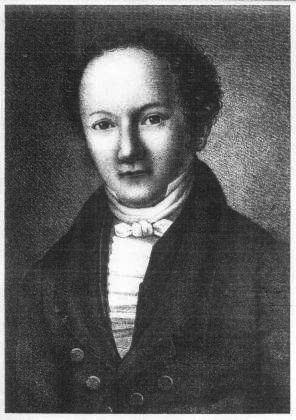
빌헬름 게제니우스

하인리히 프리드리히 빌헬름 게제니우스(Heinrich Friedrich Wilhelm Gesenius, 1786년 2월 3일 - 1842년 10월 23일)는 독일의 동양학자이며 루터교도로서 성경비평학자이다. 야웨와 같은 단어인 신명사문자의 발음을 구축한 탁월한 학자였다. 독일 하노버 노르트하우젠 출생으로 히브리어와 셈어 연구에 큰 기여를 했다. 헬름슈테트 대학교에서 하인리히 헨커(Heinrich Henke)에게 수학하였고 괴팅겐 대학교에서 요한 고프리 아이익혼(Johann Gottfried Eichhorn) , 토마스 크리스챤 타이키센(Thomas Christian Tychsen)으로부터 철학과 신학을 공부한 뒤, 1811년에 할레 대학교 신학 교수가 되었다. 인도 게르만 언어학에서 발전된 현대 문헌학적 접근 방법을 셈어 연구에 도입하는 기여를 했고, 또 당시 알려져 있던 페니키아인의 비문을 수집, 판독함으로써 셈족의 비문 연구에 기초를 닦았다. 대표적인 저서로는 이러한 연구의 산물로 <히브리어 아람어 사전>과 <히브리어 문법>이 있다.

## 참고 문헌
- Chisholm, Hugh, 편집. (1911). 〈Gesenius, Heinrich Friedrich Wilhelm〉. 《브리태니커 백과사전》 11판. 케임브리지 대학교 출판부.
- Hans-Jürgen Zobel (1964), “Gesenius, Wilhelm”, Neue Deutsche Biographie (NDB) (독일어) 6, Berlin: Duncker & Humblot, 340–341쪽
- Gesenius, Wilhelm (1837). 《Scripturæ linguæque phoeniciæ monumenta quotquot supersunt edita et inedita ad autographorum optimorumque exemplorum fidem edidit additisque de scriptura et lingua phoenicum commentariis》. Leipzig.